# Теория взаимодействующих последовательных процессов
Теория взаимодействующих последовательных процессов (CSP, англ. communicating sequential processes) — формальный язык для описания моделей взаимодействия в параллельных системах, теория из семейства исчислений процессов, основанных на передаче сообщений по каналам. Применена как теоретическая основа для языка программирования Оккам, заложена в моделях параллелизма языков Limbo и Go.
Первый вариант описан в статье Энтони Хоара в 1978 году, но он был признан неудачным, поскольку не представлял неограниченный индетерминизм. Впоследствии под влиянием идей, заимствованных из модели акторов Карла Хьюитта теория была значительно изменена. В версиях от 1985 года уже использовался неограниченный индетерминизм; с тех пор теория значительно развита и остаётся предметом активных исследований.
На практике теория применялась в качестве инструмента формальной спецификации систем с параллелизмом, таких как, например, транспьютер T9000 или безопасной системы электронной коммерции.